# Jacopo Luchini
Jacopo Luchini (Montemurlo, 10 ottobre 1990) è uno snowboarder italiano.

## Biografia
Jacopo Luchini nasce a Prato il 10 ottobre 1990 e viene alla luce senza la mano sinistra a causa di un'aplasia. Residente a Montemurlo, inizia presto con lo sport con cui è amore a prima vista: dai 6 ai 12 anni pratica nuoto (stile dorso e rana) e colleziona diverse medaglie gareggiando con i normodotati.
Lo sport, per Jacopo, è da sempre un mezzo per affermarsi e per dimostrare di non essere inferiore a nessuno. A 8 anni inizia a giocare a calcio nel ruolo di terzino destro e nella stagione 2004/2005 vince un campionato provinciale, categoria Giovanissimi. Con il pallone smette a 18 anni quando viene attratto dalle arti marziali, iniziando così a praticare Muay Thai. È in questo periodo che nasce la passione per lo snowboard, coltivata con gli amici nei weekend sul Monte Cimone in Emilia-Romagna.
Luchini a 19 anni si trasferisce a Valencia (Spagna) per un'esperienza di lavoro che dura un paio d'anni. Nel frattempo mette da parte lo snowboard e le arti marziali, mentre sperimenta il 
surf e lo skateboard. A 21 anni rientra in Italia e inizia a dedicarsi completamente allo snowboard fino all'esordio in Nazionale. Nell'ottobre 2017 si laurea in Scienze Politiche all'Università degli Studi di Firenze.
Nel 2019 accede al corso per diventare maestro di snowboard organizzato dal Collegio regionale maestri di sci e di snowboard della Regione Veneto. Luchini è il primo italiano con disabilità che riesce ad accedervi e il 6 ottobre 2020, dopo il superamento dell'esame, diventa ufficialmente maestro.
Nel 2021 diventa ufficialmente allenatore nazionale di primo livello nello snowboard. È il primo italiano con disabilità a ottenere tale risultato.
Oggi Jacopo Luchini è un atleta sponsorizzato da Burton e fa parte dell'adaptive team Burton Europe.

## Carriera sportiva
Nel 2015 partecipa alla prima Coppa Italia e conquista subito una medaglia di bronzo nello snowboard cross, sua disciplina preferita. Nello stesso anno, a novembre, debutta in una gara internazionale di banked slalom (indoor) a Landgraaf (Paesi Bassi): è decimo all'Europeo e poi dodicesimo nella gara di Coppa del Mondo. Nel 2016, a Les Angles (Francia), esordisce in Coppa del Mondo di snowboard cross e chiude quarto dopo aver realizzato il terzo miglior tempo in qualifica. Ad aprile 2016 partecipa alle finali di Coppa del Mondo di banked slalom e snowboard cross a Moena, chiudendo al decimo posto. Poi conquista un terzo posto in Coppa Italia.
A gennaio 2017, nella sua prima gara fuori dall'Europa, conquista in Coppa del Mondo il primo podio (terzo posto) nello snowboard cross sulla pista di Lake Tahoe (California). Nel febbraio 2017, a Big White (Canada), partecipa al suo primo Mondiale e conquista una straordinaria medaglia di bronzo nello snowboard cross, mentre nel banked slalom è quinto. Chiude la stagione 2016/2017 con un terzo posto nella classifica generale di Coppa del Mondo, specialità snowboard cross.
Nella stagione 2017/2018 Luchini compie un ulteriore salto di qualità. A Landgraaf (Paesi Bassi) conquista due medaglie d'argento nel banked slalom in Coppa del Mondo ed è terzo all'Europeo. Nel febbraio 2018, alle finali di Coppa del Mondo a Big White (Canada), è terzo nello snowboard cross e secondo nel banked slalom: due importanti risultati che gli consentono di chiudere la stagione con un prestigioso terzo posto nella classifica generale e un secondo posto assoluto nel banked slalom.
Nel 2018 partecipa ai XII Giochi paralimpici invernali di Pyeongchang (Corea del Sud), dove arriva a un passo dalle medaglie. Nello snowboard cross si classifica al quarto posto, perdendo la finale per il bronzo contro il grande favorito Mike Minor. Nel banked slalom è ancora una volta quarto e gli sfugge il bronzo per soli 3 centesimi.
Nel 2019, all'ultima gara in Svezia, vince la Coppa del Mondo di snowboard cross al termine di una stagione straordinaria: nei due appuntamenti in Finlandia conquista un argento e un bronzo nello snowboard cross; nei due appuntamenti a Big White (Canada) conquista un argento e un bronzo nello snowboard cross; a La Molina (Spagna) conquista un argento nello snowboard cross e un bronzo nello slalom. È la prima volta nella storia che un atleta italiano vince la Coppa del Mondo nel para snowboard.
Al Mondiale in Finlandia, sempre nel 2019, è medaglia d'argento nel Team event di snowboard cross e medaglia di bronzo nello slalom.
Nel 2020, da campione in carica nello snowboard cross, comincia subito con un bronzo in Coppa del Mondo in Finlandia e poi prosegue con un doppio oro a La Molina, in Spagna. Questi tre podi in quattro gare di Coppa del Mondo lo portano al primo posto della classifica overall con 1.000 punti di vantaggio sul secondo, un risultato straordinario e mai ottenuto prima da Luchini.
Tuttavia, alle finali di Coppa del Mondo in Norvegia, arriva la beffa: a Luchini basterebbe un decimo posto per conquistare sia la Coppa del Mondo di specialità che quella overall, ma l'emergenza causata dal COVID-19 impedisce all'atleta di gareggiare e gli fa perdere la Coppa. I voli per Lillehammer vengono infatti cancellati e, nonostante Luchini raggiunga la Norvegia dopo tre giorni di viaggio con un furgone insieme a tutta la squadra, le autorità locali - come misura preventiva - obbligano il gruppo a rientrare immediatamente in Italia.
La stagione 2021 inizia subito al massimo, con un doppio oro in snowboard cross in Finlandia. Poi però, prima delle finali disputate in Italia, Jacopo subisce un infortunio a un ginocchio che lo tiene lontano dalle piste per diverse settimane. L'atleta azzurro si presenta comunque alle gare ma è fuori condizione e, dopo un secondo posto in gara-1, finisce quarto in gara-2 e svanisce così di nuovo la possibilità di vincere la Coppa del Mondo per la seconda volta. Luchini nel 2021 conquista comunque il secondo posto nell'overall generale di Coppa del Mondo.Anche il mondiale di lillehammer non regala grosse soddisfazioni a Jacopo che subisce una scorrettezza in gara di cross che il team non riesce a contestare in tempo privandolo di disputare la finale mentre nel dual banked slalom si deve accontentare di un secondo posto,un argento di tutto rispetto ma che lascia un po' di amaro su questo mondiale norvegese.
Il 2022 è l'anno delle paralimpiadi di Pechino, Jacopo si presenta a questo appuntamento in ottima forma e da detentore della coppa del mondo ma in Cina non trova il clima giusto x esprimere al meglio le sue capacità incappando in un incidente nella semifinale di cross che gli varrà un sesto posto e soffrendo un tracciato aritmico nello slalom dove si fermerà al quinto tempo in classifica

## Palmarès

### Mondiali
- 4 medaglie al mondiale 2023di La Molina  in Spagna :
- Oro nello snowboardcross
- Oro nello snowboardcross team
- Bronzo nel dual banked slalom
- Argento nel dual banked slalom team
- 1 medaglia al mondiale 2021 di Lillehammer  in Norvegia:
  - Argento nel dual banked slalom
- 2 medaglie al Mondiale 2019 di Phya in Finlandia:
  - argento nel team event di snowboard cross
  - bronzo nel banked slalom
- 1 medaglia al Mondiale 2017 di Big White, Canada:
  - bronzo nello snowboard cross

### Coppa del Mondo
- Vincitore della Coppa del Mondo di snowboard cross nel 2019
- Vincitore della coppa del mondo di snowboardcross nel 2022
- Vincitore della coppa del mondo di banked slalom nel 2022
- Vincitore della coppa del mondo di snowboard generale nel 2022
- 41 podi:
  - 18 ori
  - 12 argenti
  - 10  bronzi

### Europei
- 1 medaglia all'Europeo 2019 a Landgraaf (Paesi Bassi):
  - 1 argento nel banked slalom
- 1 medaglia all'Europeo 2017 a Landgraaf (Paesi Bassi):
  - 1 bronzo nel banked slalom

## Premi ed esperienze
Nel 2022 viene eletto atleta dell'anno dall'assessorato allo sport del  comune di Montemurlo
Nel 2019 viene eletto atleta dell'anno dall'Assessorato allo Sport del Comune di Montemurlo.
Nel 2019 riceve il premio ASI Prato per Sport e Cultura.
Nel 2018 viene eletto atleta dell'anno dal Comune di Montemurlo (Prato), città dove è nato.
Nel 2018, in virtù dei risultati conseguiti, riceve il premio "Pegaso per lo Sport" dalla Regione Toscana.
Nel 2018 riceve la Fiaccola d'oro dal Panathlon.
Nel dicembre 2017 partecipa al Dew Tour, uno degli eventi di snowboard più prestigiosi al mondo. A Breckenridge (Colorado), patria dello snowboard mondiale, conquista la medaglia di bronzo in uno spettacolare e complicato tracciato di banked slalom.